# Короткохвостый ткач
Короткохво́стый ткач (лат. Brachycope anomala) — вид птиц из семейства ткачиковые, выделяемый в монотипный род короткохвостых ткачей (Brachycope Reichenow, 1900). Вид был впервые описан немецким орнитологом Антоном Райхеновом в 1887. Распространён в Центральной Африке. В настоящее время виду не угрожает опасность исчезновения.

## Внешний вид и образ жизни
Длина тела 20—25 см. Оперение на груди и боках — жёлтое с чёрными вкраплениями; голова, шея и нижняя часть хвоста — жёлтые; голова, спина и верхняя часть хвоста — чёрная. Клюв тёмный, слегка удлинён. Естественные места обитания — саванны, равнины. Птица стоит шарообразные гнёзда, птенцов выкармливают оба родителя.